# Эберхард I Светлый
Эберхард I Светлый, Эбергард Светлейший (нем. Eberhard I., der Erlauchte; 13 марта 1265 — 5 июня 1325) — граф Вюртемберга с 1279 года, сын Ульриха I, единокровный брат своего предшественника Ульриха II, дед Эберхарда II.

## Биография
Эберхард I значительно расширил доставшиеся от отца владения, к которым он присоединил Старый и Новый Штейслинген, благодаря удачной женитьбе и различным операциям. Крепость Рейхенберг он получил благодаря женитьбе на дочери баденского маркграфа Рудольфа, Ирменгарде.
Вследствие этого Эберхард I почувствовал себя настолько сильным, что вступал в борьбу с королём Рудольфом Габсбургом. После избрания на германский трон Альбрехта I он встал на сторону короля, и тот назначил его ландфогтом в Швабии. Эту должность Эберхард I использовал для расширения своих владений — приобрел замок Штеффельн, графство Нойффенское, значительную часть владений герцогов Текских (Марбах, Мурр, Киршберг, Рудольфсберг, Вейзинген), все графство Аспергское и половину Кальвского; неоднократно помогал Альбрехту I, ссужая его деньгами. В 1305 году король потребовал Эберхарда I к суду для представления отчёта по должности ландфогта, но тот не явился, и это привело к военному конфликту.
После смерти Альбрехта Эберхард I выступил претендентом на императорскую корону в 1308 году и вступил в борьбу с Генрихом VII, который объявил его мятежником. Против Эберхарда I восстали швабские имперские города и местные графы и князья, недовольные его жадностью. Почти все владения Эберхарда I были оккупированы, а он сам укрылся за башнями Безигхайма.
Однако после смерти Генриха VII Эберхард I ловко воспользовался борьбой за престол между Людовиком IV Баварским и Фридрихом III Красивым Австрийским. В течение трёх лет в 1313—1316 годах он вернул все свои земли. Заключив несколько выгодных сделок с графами и князьями, Эберхард I к концу жизни увеличил свои владения в полтора раза и передал их сыну Ульриху III.
При Эберхарде I столицей Вюртемберга с 1321 года стал Штутгарт, в другом источнике указано что первое упоминание о Штутгарт относится ко времени правления Эбергарда Светлейшего (1265—1325 годы).